# セブンティーン・セブンティ (クイーンズランド州)
セブンティーン・セブンティ（英語: Seventeen Seventy）は、オーストラリア・クイーンズランド州グラッドストーン・リージョンの町。半島部に位置し、三方を珊瑚海に囲まれている。人口は125人（2021年国勢調査）。
1770年にジェームズ・クックのエンデバー号が2度目のオーストラリア上陸を行った地点で知られる。

## 名称
地元では1770とアラビア数字で表記されるが、クイーンズランド州の地名規則では英単語表記が正式名称である。またTown of 1770と表記されることもある。
当初は小川に由来するラウンドヒル（Round Hill）呼ばれていたが、町の歴史的重要性を鑑みて1936年6月24日にセブンティーン・セブンティに改称した。

## 観光
クックの上陸地点、セブンティーン・セブンティの町としてクイーンズランド州遺産登録簿に登録されている。
毎年5月に1770年フェスティバルが開催されており、歴史的上陸の再現が行われている。
町には宿泊施設、レストラン、雑貨店、ホテル、無料バーベキュー場があるピクニックエリア、小さなマリーナがある。またレディ・マスグレイヴ島への日帰りツアーが就航している。

## 気候
ケッペンの気候区分ではサバナ気候に分類される。夏は暖かいが雨が多く、冬は比較的乾燥していて晴天に恵まれる。年間晴天日は 95.6日。
| セブンティーン・セブンティの気候 | セブンティーン・セブンティの気候 | セブンティーン・セブンティの気候 | セブンティーン・セブンティの気候 | セブンティーン・セブンティの気候 | セブンティーン・セブンティの気候 | セブンティーン・セブンティの気候 | セブンティーン・セブンティの気候 | セブンティーン・セブンティの気候 | セブンティーン・セブンティの気候 | セブンティーン・セブンティの気候 | セブンティーン・セブンティの気候 | セブンティーン・セブンティの気候 | セブンティーン・セブンティの気候 |
| 月                               | 1月                              | 2月                              | 3月                              | 4月                              | 5月                              | 6月                              | 7月                              | 8月                              | 9月                              | 10月                             | 11月                             | 12月                             | 年                               |
| -------------------------------- | -------------------------------- | -------------------------------- | -------------------------------- | -------------------------------- | -------------------------------- | -------------------------------- | -------------------------------- | -------------------------------- | -------------------------------- | -------------------------------- | -------------------------------- | -------------------------------- | -------------------------------- |
| 最高気温記録 °C （°F）           | 34.3 (93.7)                      | 34.0 (93.2)                      | 33.8 (92.8)                      | 31.9 (89.4)                      | 28.6 (83.5)                      | 27.4 (81.3)                      | 26.9 (80.4)                      | 28.4 (83.1)                      | 30.7 (87.3)                      | 30.3 (86.5)                      | 33.7 (92.7)                      | 33.4 (92.1)                      | 34.3 (93.7)                      |
| 平均最高気温 °C （°F）           | 29.5 (85.1)                      | 29.4 (84.9)                      | 28.4 (83.1)                      | 26.5 (79.7)                      | 24.1 (75.4)                      | 22.1 (71.8)                      | 21.4 (70.5)                      | 22.3 (72.1)                      | 24.3 (75.7)                      | 26.1 (79)                        | 27.6 (81.7)                      | 28.9 (84)                        | 25.9 (78.6)                      |
| 平均最低気温 °C （°F）           | 23.0 (73.4)                      | 22.7 (72.9)                      | 21.7 (71.1)                      | 19.5 (67.1)                      | 16.9 (62.4)                      | 14.7 (58.5)                      | 13.9 (57)                        | 14.7 (58.5)                      | 17.2 (63)                        | 19.2 (66.6)                      | 21.0 (69.8)                      | 22.3 (72.1)                      | 18.9 (66)                        |
| 最低気温記録 °C （°F）           | 17.3 (63.1)                      | 16.1 (61)                        | 14.9 (58.8)                      | 11.0 (51.8)                      | 8.3 (46.9)                       | 6.8 (44.2)                       | 7.6 (45.7)                       | 6.7 (44.1)                       | 9.4 (48.9)                       | 11.5 (52.7)                      | 13.4 (56.1)                      | 11.5 (52.7)                      | 6.7 (44.1)                       |
| 降水量 mm （inch）               | 150.9 (5.941)                    | 181.0 (7.126)                    | 140.3 (5.524)                    | 103.8 (4.087)                    | 103.0 (4.055)                    | 60.0 (2.362)                     | 46.8 (1.843)                     | 39.5 (1.555)                     | 35.3 (1.39)                      | 65.3 (2.571)                     | 72.1 (2.839)                     | 127.4 (5.016)                    | 1,122 (44.173)                   |
| 平均降水日数 （≥1.0 mm）         | 10.2                             | 10.9                             | 10.4                             | 8.4                              | 7.0                              | 5.6                              | 4.4                              | 3.6                              | 3.8                              | 5.5                              | 6.3                              | 8.6                              | 84.7                             |
| 出典：Bureau of Meteorology      |                                  |                                  |                                  |                                  |                                  |                                  |                                  |                                  |                                  |                                  |                                  |                                  |                                  |

## 教育
町に学校はない。最寄りの初等教育機関（小学校）は隣町のアグネス・ウォーターのアグネス・ウォーター小学校、前期中等教育機関（中学校）はミリアム・ベールのミリアム・ベール中学校である。後期中等教育機関（高校）はなく、通信教育と寄宿学校が候補となる。

## 交通
アグネス・ウォーターから舗装路でアクセスできる。
またキャプテン・クックドライブ（Captain Cook Drive）には船着場（南緯24度10分17秒 東経151度52分59秒 / 南緯24.1713度 東経151.8831度）とヘリポート（南緯24度10分57秒 東経151度52分57秒 / 南緯24.1826度 東経151.8826度）がある。